# Маронге (район)
Маро́нге (індонез. Maronge) — один з 24 районів округу Сумбава провінції Західна Південно-Східна Нуса у складі Індонезії. Розташований у центрально-східній частині. Адміністративний центр — село Маронге.
Населення — 9941 особа (2012; 9771 в 2010).

## Адміністративний поділ
До складу району входять 4 села:
| Населений пункт       | Населення, осіб (2010) |
| --------------------- | ---------------------- |
| Лабухан-Сангоро, село | 1683                   |
| Маронге, село         | 4213                   |
| Пемасар, село         | 1737                   |
| Сіму, село            | 2138                   |